# Atractylis cancellata
Atractylis cancellata — вид квіткових рослин родини айстрові (Asteraceae). лат. cancellata — «виглядає як паркан».

## Опис
Це однорічна рослина. Стебла 3-35 см, прості або розгалужені у верхній половині. Листки зубчасті й білуваті через наявність волосатості, колючі. Голова виявляє фіолетові квіточки. Сім'янки 2-3 х 11,5 мм. Цвіте і плодоносить з травня по липень.

## Поширення
Рідний діапазон: Південна Європа, Північна Африка, Західна Азія — Алжир, Кіпр, Єгипет, Франція, Монако, Греція, Іспанія, Гібралтар, Ізраїль, Йорданія, Італія, Югославія Колишній, Ліван, Лівія, Сирія, Португалія, Марокко, Мальта, Туніс, Туреччина.
Зазвичай населяє луки на лужних ґрунтах, а також і чагарникові береги річок.

## Синонімія
- Acarna caespitosa Willd.
- Acarna cancellata All.
- Anactis caespitosa Cass.
- Atractylis caespitosa Viv.
- Atractylis cancellata var. eremophila Braun-Blanq. & Maire
- Atractylis cancellata subsp. gaditana Franco
- Atractylis cancellata subsp. glomerata Caball.
- Atractylis canescens Salzm. ex Ball
- Atractylis glomerata (Caball.) Caball.
- Carthamus cancellatus (L.) Lam.
- Cirsellium cancellatum (L.) Gaertn.
- Crocodilina cancellata (L.) Bubani